# Gillespie (Illinois)
Gillespie es una ciudad ubicada en el condado de Macoupin en el estado estadounidense de Illinois. En el Censo de 2010 tenía una población de 3319 habitantes y una densidad poblacional de 880,74 personas por km².

## Geografía
Gillespie se encuentra ubicada en las coordenadas 39°7′32″N 89°49′2″O / 39.12556, -89.81722. Según la Oficina del Censo de los Estados Unidos, Gillespie tiene una superficie total de 3.77 km², de la cual 3.77 km² corresponden a tierra firme y (0%) 0 km² es agua.

## Demografía
Según el censo de 2010, había 3319 personas residiendo en Gillespie. La densidad de población era de 880,74 hab./km². De los 3319 habitantes, Gillespie estaba compuesto por el 97.53% blancos, el 0.15% eran afroamericanos, el 0.48% eran amerindios, el 0.18% eran asiáticos, el 0% eran isleños del Pacífico, el 0.45% eran de otras razas y el 1.21% pertenecían a dos o más razas. Del total de la población el 1.33% eran hispanos o latinos de cualquier raza.